# Романюк Тарас Михайлович
Тара́с Миха́йлович Романю́к (5 грудня 2001, с. Іванівка — 20 серпня 2023) — український військовослужбовець, старший солдат, учасник російсько-української війни. Загинув у ході російського вторгнення в Україну.

## Життєпис
Народився у 2001 році в селі Іванівка Підволочиської громади. Випускник бакалаврату історичного факультету Львівського національного університету імені Івана Франка. Навчався за спеціальністю «Середня освіта (Історія)».
У грудні 2022-го Тарас сказав матері, що знайшов у Києві роботу, сам же готувався приєднатися до «Азова». З лютого 2023 року добровольцем долучився до «Азова». Тривалий час приховував від батьків це, розповідав рідним, що працює у столиці, фотографувався у цивільному одязі.
Воював на Бахмутському, Слов'янському, Запорізькому напрямках, на Луганщині.
У червні, на день народження матері, Тарас приїхав у коротку відпустку.
19 серпня 2023 був поранений в бою у Серебрянському лісі і потрапив у госпіталь в украй важкому стані. Помер від важких осколкових поранень. Похований 25 серпня 2023 року в рідному селі.

## Нагороди
- Орден «За мужність» ІІІ ступеня (30 грудня 2023, посмертно) — за особисту мужність і самовідданість, виявлені у захисті державного суверенітету та територіальної цілісності України, сумлінне та бездоганне служіння Українському народові.[4]